# سيلفيا ماكلولين
سيلفيا ماكلولين (بالإنجليزية: Sylvia McLaughlin)‏ هي عالمة بيئة أمريكية، ولدت في 1916، وتوفيت في 20 يناير 2016.